# Корнблюм, Рита Эммануиловна
Рита Эммануиловна Корнблюм (творческий псевдоним — Рита Корн; 2 июня 1906, Ростов-на-Дону — 19 апреля 1992, Москва) — советская журналистка, автор мемуаров.

## Биография
Родилась 2 июня 1906 года в Ростове-на-Дону. Мать — Розалия Моисеевна Корнблюм (1880—1959). Сестра Марии Эммануиловны Корнблюм (1902—1990), очеркиста и драматурга Абрама Эммануиловича Корнблюма (1905—1978) и литературного критика, члена Союза писателей СССР Сарры Эммануиловны Бабёнышевой (1910—2007), матери Александра Бабёнышева (псевдоним — Сергей Максудов).
Выросла в Ростове-на-Дону. Рита Корн вспоминает: 
Ранней весной 1922 года я приехала к сестре в Кисловодск. Было мне тогда пятнадцать лет.
Там познакомилась с будущим мужем Владимиром Киршоном, чья пьеса «Чудесный сплав», написанная в 1933 году, обошла почти все сценические площадки СССР. В интервью Рита вспоминала:
Никогда не забуду тот день, когда я впервые его увидела. Было это в Кисловодске, ранней весной 1922 года; среди большой группы молодежи, пришедшей в курортный зал слушать Анатолия Васильевича Луначарского были студенты Первого Коммунистического университета имени Я. М. Свердлова, — выделялся веселый, подвижной парень; с первого взгляда было видно: он здесь вожак.
В 1923 году вышла замуж за Киршона, который успел окончить Коммунистический университет и приехал в Ростов-на-Дону преподавать политэкономию в совпартшколе и работать в Донкоме РКП(б). Жили Киршоны в коммунальной квартире в Первом доме Советов (Доме Ивана Зворыкина) в Ростове-на-Дону. Рита Корн вспоминала:
В небольшой комнате, чистой, всегда опрятной, стояли письменный стол, два стула, кровать. На столе гора книг, свежие журналы.
Киршоны в Ростове-на-Дону дружили с писателем А. А. Фадеевым, братьями Ю. Юзовским и М. И. Бурским, Леонидом Недолей (Лукьяном Владимировичем Гончаренко). Рита Корн слушала поэта Семёна Кирсанова, приезжавшего в Ростов-на-Дону в 1924 году.
Рита Корн дружила с Анной Берзинь. В доме Берзинь, который часто был пристанищем многих молодых писателей, некоторое время жила и в 1925 году там часто встречалась с поэтом Сергеем Есениным. После возвращения из лагеря, где Берзинь провела 18 лет, их дружба возобновилась. Рита хранила рукопись воспоминаний о Есенине, написанную Берзинь, после её смерти в 1961 году. В воспоминаниях «Владимир Киршон» (1982) Рита Корн писала:
Мы любили Есенина, безмерно любили его поэзию. Близко знали его. Часто встречались с ним в доме у Аннушки Берзинь, старались не пропускать ни одного его выступления. У меня сохранилась талантливая рукопись Анны Берзинь о Сергее Есенине. (…) Дом Аннушки, как мы её называли, был пристанищем многих молодых писателей. Какое-то время я жила у Аннушки. Сергей Есенин появлялся там всегда неожиданно. Мать и отец Анны Абрамовны были ему рады, после чего все трое — Есенин и «старики» — усаживались на маленьких скамеечках и изумительно пели в три голоса старинные русские песни. Был он в обращении прост и на редкость обаятелен. Его смерть потрясла нас всех.
В 1926 году Киршоны переехали в Москву.
Рита Корн работала на фабрике «Большевик». 
Рита Корн вспоминает:
Длительное время у нас не было комнаты. Как-то Миша Светлов предложил нам поселиться у него в знаменитом общежитии «Молодой гвардии» на Покровке, 3. Миша сказал, что уезжает в Ленинград, а нам можно пожить здесь.
Общежитие находилось в бывших меблированных комнатах, где также жили Фадеев, Юрий Либединский и его первая жена Марианна Герасимова (1901—1944). Занятия в литературной студии в общежитии посещал Михаил Шолохов.
Киршоны познакомились и подружились с драматургом Александром Афиногеновым и его женой, американской балериной Дженни Мерлинг. Рита Корн вспоминает:
Однажды, вернувшись с работы, я увидела в комнате сидящего на стуле в зимнем полушубке Афиногенова. Киршон был болен, лежал в постели. Афиногенов удивленно протянул: Девочка, а вы-то откуда здесь? На что Киршон, мгновенно уловивший ситуацию, сказал: А ты-то откуда её знаешь? Это не девочка, а моя жена Мышь. Так началась наша большая дружба с Шурой.
Рита Корн жила на даче Афиногеновых в Переделкине. В годы Великой Отечественной войны, в период эвакуации в Куйбышеве (ныне Самара) в 1942 году Рита Корн и Дженни Мерлинг общались.
Рита Корн родила двух сыновей: Юрия (1928—2001) и Владимира (1932—2005).
Окончила курсы по подготовке газетных работников в 1934 году в Москве.
Рита Корн стала одной из первых в Москве редакторов заводских многотиражек, затем 15 января 1936 года стала редактором газеты «Горьковец», которая издавалась в 1935—1942 гг. во МХАТ имени Горького.
Развелась с Киршоном незадолго до его ареста. В дневнике драматург Александр Гладков писал 11 августа 1936 года:
О чём ещё говорят в Москве в конце лета 1936 года? Все ещё продолжается какая-то некрасивая возня между Киршоном и его бывшей женой, редакторшей многотиражки МХТ. Киршон судился с ней, чтобы отнять у неё детей. Говорят, что его мощные покровители из НКВД оказали какое-то давление на суд.
Рита Корнблюм вышла вторым браком за Д. Г. Кузнецова, сотрудника аппарата ЦК КПСС.
29 августа 1937 года Киршон арестован и объявлен «врагом народа». Рита Корнблюм и её дети пострадали как члены семьи «врага народа». В июле 1937 года Рита уволена из редакции «Горьковца» распоряжением Комитета по делам искусств. Рита зарабатывала на жизнь маникюром и педикюром. Также спустя 13 лет распался второй брак Риты. В 1938 году Киршона расстреляли. В 1951 году Юрий Корблюм арестован как «потенциальный мститель за отца» и осуждён на 25 лет. После смерти Сталина освобождён и реабилитирован в 1954 году. В 1955 году Рита написала Анастасу Микояну и Киршон был реабилитирован.
После реабилитации Киршона пыталась вернуться в профессию, публиковала отрывки мемуаров.
В 1962 году в издательстве «Искусство» вышел из печати сборник «В. М. Киршон» со вступительной статьёй Е. Горбуновой, составленный Ритой Корнблюм с её воспоминаниями о бывшем муже.
Была близкой подругой венгерской переводчицы Агнеш Кун, третьей жены писателя Антала Гидаша. Рита Корн и Любовь (Ибойя) Липпай, вторая жена Антала Гидаша были членами Профкома драматургов и занимались переводами венгерских авторов. Любовь делала подстрочник, а Рита литературно его обрабатывала.
В годы «оттепели» Рита Корн стала пионером направления в публицистике, знакомившего советского читателя с достижениями русского зарубежья, прежде всего во Франции. Опубликовала в августе 1964 года в «Огоньке» статью «Русские сердца», подробно рассказавшую о русских участниках французского Сопротивления в годы Второй мировой войны Борисе Вильде и Анатолии Левицком, Вики Оболенской и Игоре Кривошеине.
В 1971 году была секретарём композитора Дмитрия Шостаковича, заменила скончавшуюся Зинаиду Александровну Гаямову.
В журнале «Театр» в сентябре 1980 года опубликованы воспоминания Риты Корн о бывшем муже («Владимир Киршон»). Там же в марте 1983 года опубликованы воспоминания Риты Корн о драматурге Александре Афиногенове («Александр Афиногенов»). В 1982 году, к 80-летию со дня рождения Киршона в издательстве «Правда» вышел сборник «Воспоминания» Риты Корн. В 1982 году воспоминания «Друзья моей юности» опубликованы в выходившем огромным тиражом (3 млн экз.) журнале «Наука и жизнь». Приведено факсимиле письма М. Бурскому.
В 1986 году в издательстве «Советский писатель» вышел сборник «Друзья мои…».
Умерла 19 апреля 1992 года в Москве. Похоронена на Востряковском кладбище в Москве вместе с матерью, младшей сестрой и братом.